# Kelly Pannek
Kelly Pannek (née le 29 décembre 1995 à Plymouth dans l'État du Minnesota) est une joueuse américaine de hockey sur glace évoluant dans la ligue élite féminine en tant qu'attaquante. Elle a remporté une médaille d'or aux Jeux olympiques de Pyeongchang en 2018 et une médaille d'argent aux Jeux olympiques de Sotchi en 2022. Elle a également représenté les États-Unis dans cinq championnats du monde, remportant trois médailles d'or et deux d'argent.

## Biographie

### En club
Kelly Pannek joue pendant quatre ans avec l'équipe du lycée Benilde-St. Margaret's School, qui joue dans la ligue United States High School (USHS) gérée par la fédération USA Hockey. Elle est capitaine pendant 3 ans, inscrivant 77 points pour sa dernière saison 2013-2014. Elle inscrit également un record dans l’État du Minnesota, en réalisant le coup du chapeau le plus rapide de l'histoire en seulement 22 secondes .
Par la suite, elle entame une carrière universitaire avec les Golden Gophers du Minnesota en championnat NCAA. Elle aide l'équipe a remporter le titre national lors de sa première et seconde année, en 2015 et 2016 ,. Lors de sa troisième année, elle mène le championnat national avec 62 points et 43 assistances en 39 matchs  . Elle entame sa dernière année universitaire avec le titre de capitaine, après une année de césure pour la préparation des Jeux olympiques de Pyeongchang ,.

### En équipe nationale
Elle représente pour la première fois l'équipe nationale des États-Unis pour le championnat du monde des moins de 18 ans en 2013, puis elle est sélectionnée en sénior pour les championnats du monde 2017 où elle remporte une médaille d'or. Par la suite elle fait partie de la sélection des Jeux olympiques de 2018 et remporte une médaille olympique.

## Statistiques

### En club
| Saison      | Équipe                      | Ligue       |                            | Saison régulière           | Saison régulière           | Saison régulière           | Saison régulière           | Saison régulière           |                            | Séries éliminatoires       | Séries éliminatoires       | Séries éliminatoires       | Séries éliminatoires | Séries éliminatoires |
| Saison      | Équipe                      | Ligue       | PJ                         | B                          | A                          | Pts                        | Pun                        | PJ                         | B                          | A                          | Pts                        | Pun                        |                      |                      |
| 2014-2015   | Golden Gophers du Minnesota | NCAA        | 41                         | 14                         | 30                         | 44                         | 21                         |                            |                            |                            |                            |                            |                      |                      |
| 2015-2016   | Golden Gophers du Minnesota | NCAA        | 40                         | 23                         | 26                         | 49                         | 14                         |                            |                            |                            |                            |                            |                      |                      |
| 2016-2017   | Golden Gophers du Minnesota | NCAA        | 39                         | 19                         | 43                         | 62                         | 16                         |                            |                            |                            |                            |                            |                      |                      |
| 2018-2019   | Golden Gophers du Minnesota | NCAA        | 37                         | 16                         | 15                         | 31                         | 6                          |                            |                            |                            |                            |                            |                      |                      |
| 2019-2020   | Minnesota                   | PWHPA       | Statistiques indisponibles | Statistiques indisponibles | Statistiques indisponibles | Statistiques indisponibles | Statistiques indisponibles | Statistiques indisponibles | Statistiques indisponibles | Statistiques indisponibles | Statistiques indisponibles | Statistiques indisponibles |                      |                      |
| 2020-2021   | Minnesota                   | PWHPA       | 6                          | 2                          | 5                          | 7                          | 2                          |                            |                            |                            |                            |                            |                      |                      |
| 2022-2023   | Minnesota                   | PWHPA       | Statistiques indisponibles | Statistiques indisponibles | Statistiques indisponibles | Statistiques indisponibles | Statistiques indisponibles | Statistiques indisponibles | Statistiques indisponibles | Statistiques indisponibles | Statistiques indisponibles | Statistiques indisponibles |                      |                      |
| Totaux NCAA | Totaux NCAA                 | Totaux NCAA | 157                        | 72                         | 114                        | 186                        | 57                         |                            |                            |                            |                            |                            |                      |                      |

### En équipe nationale
| Année | Équipe             | Compétition                  |   | PJ | B | A | Pts | Pun               |  | Résultat |
| 2013  | États-Unis - 18ans | Championnat du monde - 18ans | 5 | 3  | 2 | 5 | 0   | Médaille d'argent |  |          |
| 2017  | États-Unis         | Championnat du monde         | 5 | 0  | 0 | 0 | 0   | Médaille d'or     |  |          |
| 2018  | États-Unis         | Jeux olympiques              | 5 | 0  | 2 | 2 | 0   | Médaille d'or     |  |          |
| 2019  | États-Unis         | Championnat du monde         | 7 | 2  | 3 | 5 | 6   | Médaille d'or     |  |          |
| 2021  | États-Unis         | Championnat du monde         | 7 | 2  | 3 | 5 | 0   | Médaille d'argent |  |          |
| 2022  | États-Unis         | Jeux olympiques              | 7 | 2  | 4 | 6 | 2   | Médaille d'argent |  |          |
| 2022  | États-Unis         | Championnat du monde         | 7 | 3  | 1 | 4 | 6   | Médaille d'argent |  |          |
| 2023  | États-Unis         | Championnat du monde         | 7 | 0  | 1 | 1 | 27  | Médaille d'or     |  |          |

## Trophées et Honneurs personnels

### Ligue universitaire
- 2014-2015 :
  - Équipe des recrues de l'Association Collégiale de Hockey de l'Ouest (WCHA).
  - Recrue de la semaine de la WCHA (Semaines du 24 Nov. ; 5 Déc. et 4 Jan. ).
- 2015-2016 :
  - Meilleure étudiante sportive de la WCHA.
  - Joueuse offensive du mois de la WCHA (Octobre).
  - Joueuse offensive de la semaine de la WCHA (Semaine du 19 Fév.).
- 2016-2017 :
  - Nommée dans le top 10 des finalistes pour le Trophée du « Patty Kazmaier Memorial ».
  - Sélectionnée dans l'équipe première « All-America » et l'équipe première de la WCHA.
  - Meilleure marqueuse de la division WCHA.
  - Joueuse offensive de la semaine de la WCHA (Semaines du 4 et du 26 Nov.).
  - Joueuse offensive du mois de la WCHA (novembre).
- 2018-2019 :
  - Meilleure étudiante sportive de la WCHA.
  - Attaquante de la semaine et première étoile de la NCAA (semaine du 27 Nov.).

### Ligue professionnelle de hockey féminin
- 2024 : participe au Match des étoiles de la LPHF